# Cratere Blancanus
Blancanus è un grande cratere lunare di 105,82 km situato nella parte sud-occidentale della faccia visibile della Luna, a sud ovest della pianura del cratere Clavius.
Il cratere è dedicato all'astronomo italiano Giuseppe Biancani.

## Crateri correlati
Alcuni crateri minori situati in prossimità di Blancanus sono convenzionalmente identificati, sulle mappe lunari, attraverso una lettera associata al nome.
| Blancanus | Coordinate            | Diametro (in km) |
| --------- | --------------------- | ---------------- |
| A         | 64°43′12″S 22°09′00″W | 6,49             |
| C         | 66°36′00″S 28°13′12″W | 44,16            |
| D         | 63°13′12″S 16°39′00″W | 23,2             |
| E         | 66°40′48″S 21°49′48″W | 31,26            |
| F         | 65°11′24″S 27°30′00″W | 8,82             |
| G         | 63°07′48″S 25°11′24″W | 9,33             |
| H         | 65°36′36″S 23°35′24″W | 6,96             |
| K         | 60°31′48″S 23°21′36″W | 10,87            |
| N         | 63°15′36″S 25°51′36″W | 9,93             |
| V         | 64°20′24″S 21°25′48″W | 6,73             |
| W         | 60°57′36″S 20°19′48″W | 8,49             |